# Ted Heath
George Edward Heath, detto Ted (Londra, 30 marzo 1902 – Virginia Water, 18 novembre 1969), è stato un musicista britannico.
Heath guidò quella che è considerata la maggiore big band britannica del secondo dopoguerra, registrando più di 100 album, che vendettero oltre 20 milioni di copie.  La band rimase attiva come band fantasma dopo la morte di Heath, sopravvivendo in tale forma fino al 2000.

## Carriera
Dopo aver suonato il corno tenore dall'età di sei anni, incoraggiato da suo padre Bert trombettista, passò al trombone.  Entrambi suonarono insieme in alcune registrazioni di orchestre da ballo degli anni '20 e '30. Assieme al fratello Harold e altri tre musicisti formarono una band che suonava nelle strade di Londra finché non venne notato da un impresario che gli chiese di suonare con la Jack Hylton Band, esperienza che si concluse dopo poco tempo non essendo all'epoca egli un professionista.
Il suo primo contratto fu con una band americana in tournée in Europa, la Southern Syncopated Orchestra, che aveva un ingaggio a Vienna e aveva bisogno di un trombonista. Il batterista di questa band, Benny Payton, insegnò a Heath tutto sul jazz e lo swing. Verso la fine degli anni '20, Heath si unì alla band di Hylton rimanendovi fino al 1930. In questo periodo, iniziò anche a suonare per delle orchestre da ballo.
Nel 1928, si unì all'orchestra di Bert Ambrose al The May Fair Hotel di Londra e vi rimase fino al 1935, quando passò all'orchestra di Sydney Lipton al Grosvenor House Hotel. Ambrose insegnò a Heath come essere un bandleader. Fu durante questo periodo che Heath divenne il più importante suonatore di trombone in Gran Bretagna, rinomato per il suo tono perfetto. Nel settembre del 1939 lo scoppio della seconda guerra mondiale causò lo scioglimento della Sydney Lipton Band, che a quel tempo era in tournée in Scozia, così Heath tornò a Londra con la famiglia. Verso la fine del 1939, Heath si unì alla Dorchester Hotel Band di Maurice Winnick e suonò anche come turnista in diverse sessioni di Benny Carter.
Nel 1940, Heath si unì all'orchestra di Gerald Walcan Bright, e tenne numerosi concerti viaggiando in Medio Oriente per le Forze Alleate. Nel 1941 Heath compose una canzone, "That Lovely Weekend", ispirata da una poesia scritta dalla moglie in un raro fine settimana trascorso insieme durante i suoi viaggi di guerra. La canzone ebbe un successo immediato e le royalties di questa canzone e di un'altra composizione "Gonna Love That Guy" permisero a Heath di formare la sua personale band.

### Ted Heath and his Music
Heath prese ispirazione da Glenn Miller e dalla sua Army Air Force Band, dopo essersi confrontato con questi quando l'artista fece un tour in Gran Bretagna con la sua orchestra. Heath ammirava la precisione dell'ensemble di Miller, e si sentiva sicuro di poter emulare il grande successo di questi con la sua orchestra. Nel 1944, Heath convinse Douglas Lawrence, il responsabile della BBC, a finanziare una nuova band con un contratto di trasmissione. Lawrence era inizialmente scettico poiché Heath voleva una band molto più grande di quanto chiunque avesse mai realizzato prima in Gran Bretagna. Questa band comprendeva cinque sassofoni, quattro tromboni, quattro trombe, pianoforte, chitarra, contrabbasso e batteria. La nuova Ted Heath Band, fu ascoltata per la prima volta in una trasmissione della BBC nel 1944.
Heath organizzò un tour al Winter Gardens di Blackpool nel 1946, una tournée in Scandinavia, un concerto di quindici giorni al London Casino con Lena Horne e accompagnò Ella Fitzgerald al London Palladium. Una grande popolarità seguì rapidamente e la banda di Heath fu regolarmente vincitrice dei sondaggi nel Melody Maker e nel New Musical Express, i principali giornali musicali della Gran Bretagna. Dal 1947 Heath tenne dei "concerti domenicali" al London Palladium terminando nell'agosto del 1955, e consolidando il successo della band.
Nell'aprile del 1956, Heath organizzò il suo primo tour negli Stati Uniti: si trattava di un accordo reciproco tra questi e Stan Kenton in cui l'americano avrebbe fatto un tour in Gran Bretagna nello stesso periodo in cui l'inglese era in tour negli Stati Uniti. Heath stipulò un contratto per un tour che includeva Nat King Cole, June Christy e i Four Freshmen che culminò in un concerto alla Carnegie Hall il 1° maggio 1956 che ottenne un grande successo.
Gli anni '50 furono il periodo di maggior successo per Ted Heath, durante il quale venne realizzato un consistente repertorio di registrazioni. Divenne un nome famoso in tutto il Regno Unito, in Europa, in Australia e negli Stati Uniti. Vinse il New Musical Express Poll per la migliore band/orchestra ogni anno dal 1952 al 1961. A Heath fu chiesto di esibirsi per re Giorgio VI nel 1951 e per Elisabetta II nel 1954. Durante questo periodo Heath e la sua band apparvero in alcuni film, tra cui Dance Hall (1950); It's a Wonderful World (1956) e Jazz Boat (1960).
Negli anni 60 Heath utilizzò i metodi di registrazione stereo Phase 4 della Decca e compose molte colonne sonore e arrangiamenti originali; alcuni dei suoi più grandi successi nelle classifiche statunitensi arrivarono in questo periodo. Si esibì ininterrottamente e con successo fino a quando, soffrendo di una trombosi cerebrale, collassò sul palco nel 1964 a Cardiff. Da quel momento la band fece meno tournée, ma continuò a registrare degli album in studio.
Morì nel 1969  ma la band si riformò dopo un tributo trasmesso dalla Thames Television nel 1976  con l'approvazione della famiglia Heath. Le prime registrazioni degli anni '70 furono eseguite sotto la direzione musicale di Roland Shaw, Ralph Dollimore e Stan Reynolds, ma in seguito tutte le registrazioni furono supervisionate dal trombonista Don Lusher, che guidò la band per altri 20 anni. L'ultimo concerto nel dicembre 2000, fu un tutto esaurito alla Royal Festival Hall di Londra, a cui parteciparono la maggior parte dei musicisti del passato e del presente della band e la famiglia Heath.

## Vita privata
Heath si sposò due volte. La prima nel 1924 con Audrey Keymer che morì nel 1932. Da quel matrimonio nacquero due figli, Raymond e Robert. 
Il secondo matrimonio fu con Moira Tracey, una ballerina che apparve in una delle prime trasmissioni televisive della BBC e divenne in seguito una prolifica paroliera e cantautrice. La donna morì il 24 gennaio 2000 a Weybridge nel Surrey. Da questo matrimonio nacquero quattro figli, Martin, Valerie, Nicholas e Timothy.  Questi ultimi due hanno continuato la tradizione musicale e di intrattenimento, diventando manager di artisti di successo, proprietari di case discografiche e società di editoria musicale, James Heath (nipote di Heath, figlio di Nicholas) è un regista di film e video musicali.